# Arienne Mandi
Arienne Mandi é uma atriz americana mais conhecida por interpretar Dani Núñez em The L Word: Generation Q.

## Carreira
Mandi apareceu nas séries televisivas, NCIS, Hawaii Five-O, The Interns, NCIS: Los Angeles e In The Vault. Mandi também interpretou o papel principal no filme Baja.

## Vida pessoal
Mandi nasceu em Los Angeles, Califórnia. Ela é chilena e iraniana. Mandi é fluente em espanhol, francês, persa e inglês. Ela fez a seguinte declaração em relação à sua sexualidade: "Se houvesse algo próximo ao que eu sinto, seria pan. Aceito amor em todas as formas e dou amor. É tudo amor." Num episódio de podcast de Scissoring Isn't A Thing, Mandi confirmou que Nazanin Mandi é seu primo.